# Gymnoleon macer
Gymnoleon macer is een insect uit de familie van de mierenleeuwen (Myrmeleontidae), die tot de orde netvleugeligen (Neuroptera) behoort. 
Gymnoleon macer is voor het eerst wetenschappelijk beschreven door Navás in 1914.